# Augustin Caminade de Chatenet
Pour les articles homonymes, voir Chatenet (homonymie).
Marie-Olivier-Jacques-Augustin Caminade de Chatenet, seigneur de Grandmont, de la Pommeraye et du Grand Parc de Cognac, est un homme politique et de lettres français né le 6 janvier 1784 à Cognac (Charente) et mort le 5 décembre 1861 au château d'Aunay-sous-Auneau (Eure-et-Loir).

## Biographie
Fils de Jean-Jacques Caminade de Chatenet, député pendant les Cent-Jours, il succède à son père en tant que sous-préfet de Cognac vers 1810. 
Destitué en 1816, il fonde une maison de cognac deux ans plus tard.
Conseiller général du canton de Segonzac de 1833 à 1842, il est élu député de la Charente en 1831, face à James Hennessy, sur un programme orléaniste. À la Chambre, il siège au sein de la majorité soutenant la Monarchie de Juillet.
Aux élections suivantes, en 1834, il est battu par son concurrent. 
Occupé à des travaux de littérature, il était membre de la Société des gens de lettres.

## Publications
- Alcibiade, tragédie en 5 actes et en vers (1819)
- Souvenirs. Feuilles éparses, suivies de Marie Salmon, comédie-vaudeville et de Gonzalve de Cordoue, tragédie (1853)
- Œuvres dramatiques (1857)